# Coolhunting
Coolhunting – termin marketingowy oznaczający poszukiwanie trendów. Narodził się w latach 90. XX wieku w Stanach Zjednoczonych odnosząc się do tzw. cool hunterów, czyli łowców trendów. Ich praca polega na umiejętnej obserwacji, poszukiwaniu i wykorzystywaniu trendów kulturowych, na przykład mody, która pojawia się jako nowość w ubiorach, wnętrzach i wszelkich gadżetach i następnie przekazywaniu tej wiedzy firmom. Dzięki takim informacjom producenci wiedzą, w jaki sposób zaprojektować nowy produkt, by ten stał się przebojem na rynku.
Coolhunting przejawia się nie tylko w poszukiwaniu trendów w modzie. Jest on obecny również w internecie w wielu kulturowych oraz technologicznych obszarach. Cool hunterzy czerpią z zasobów lokowanych w serwisach społecznościowych, forach dyskusyjnych oraz blogach w celu wyłapania najświeższych, ciekawych pomysłów. Pierwszym polskim serwisem coolhuntingowym jest Coolhunters.pl.